# Epithetica
Epithetica é um gênero de traça pertencente à família Agonoxenidae.